# John Hutchinson (calciatore)
John Paul Hutchinson (Morwell, 29 dicembre 1979) è un allenatore di calcio ed ex calciatore australiano naturalizzato maltese, di ruolo centrocampista, tecnico del Júbilo Iwata.

## Carriera

### Club
Giocatore dall'ottima visione di gioco, inizia a giocare nei Gippsland Falcons. Al fallimento della squadra, nel 2001,si trasferisce ai Northern Spirit, dove gioca per tre anni.

Dopo una breve parentesi al Manly United, nel 2005 si trasferisce al Central Coast Mariners Football Club, dove avviene la sua consacrazione e dove forma uno dei migliori tridenti del centrocampo australiano con Mile Jedinak e Tom Pondeljak.

Nel 2011 viene ceduto in prestito al Chengdu Blades Football Club, dove scende in campo 14 volte segnando 3 gol.

Nello stesso ritorna ai Mariners e riceve la fascia da capitano.
Il 1º luglio 2015 si ritira dal calcio giocato.

### Nazionale
Nel 2008 Hutchinson viene convocato nella Nazionale australiana di calcio per disputare degli allenamenti.

Nel 2009, per le sue lontani origini maltesi, viene convocato con la nazionale isolana per disputare un'amichevole contro la Repubblica Ceca, nella quale scende in campo. Complessivamente ha disputato 11 partite con la sua nazionale.

### Carriera da allenatore
Dopo una breve parentesi da giocatore-allenatore, nella stagione 2015-2016 è vice-allenatore dei Central Coast Mariners.
Il 1º marzo 2017 diviene vice-allenatore dei Seattle Sounders 2, mentre il 30 gennaio 2018 gli viene affidato l'incarico di allenatore degli stessi.

## Statistiche

### Statistiche da allenatore
Statistiche aggiornate al 20 ottobre 2024.
| Stagione        | Squadra            | Campionato      | Campionato | Campionato | Campionato | Campionato | Coppe nazionali | Coppe nazionali | Coppe nazionali | Coppe nazionali | Coppe nazionali | Coppe continentali | Coppe continentali | Coppe continentali | Coppe continentali | Coppe continentali | Altre coppe | Altre coppe | Altre coppe | Altre coppe | Altre coppe | Totale | Totale | Totale | Totale | % Vittorie | Piazzamento |
| Stagione        | Squadra            | Comp            | G          | V          | N          | P          | Comp            | G               | V               | N               | P               | Comp               | G                  | V                  | N                  | P                  | Comp        | G           | V           | N           | P           | G      | V      | N      | P      | %          | Piazzamento |
| --------------- | ------------------ | --------------- | ---------- | ---------- | ---------- | ---------- | --------------- | --------------- | --------------- | --------------- | --------------- | ------------------ | ------------------ | ------------------ | ------------------ | ------------------ | ----------- | ----------- | ----------- | ----------- | ----------- | ------ | ------ | ------ | ------ | ---------- | ----------- |
| 2022            | El Paso Locomotive | USLC            | 34         | 13         | 7          | 14         | USOC            | 1               | 0               | 0               | 1               | -                  | -                  | -                  | -                  | -                  | -           | -           | -           | -           | -           | 35     | 13     | 7      | 15     | 37,14      | 7°          |
| lug.-ott. 2024  | Yokohama F·Marinos | J1              | 10         | 4          | 1          | 5          | CI+CdL          | 2+4             | 2+2             | 0+0             | 0+2             | ACL                | 3                  | 1                  | 1                  | 1                  | -           | -           | -           | -           | -           | 19     | 9      | 2      | 8      | 47,37      | Sub         |
| Totale carriera | Totale carriera    | Totale carriera | 44         | 17         | 8          | 19         |                 | 7               | 4               | 0               | 3               |                    | 3                  | 1                  | 1                  | 1                  |             | -           | -           | -           | -           | 54     | 22     | 9      | 23     | 40,74      |             |

## Palmarès

### Competizioni nazionali
- Premier's Plate: 2

Central Coast Mariners: 2007-2008, 2011-2012
- Campionato australiano: 1

Central Coast Mariners: 2012-2013